# Maksim Karpow
Maksim Andriejewicz Karpow, ros. Максим Андреевич Карпов (ur. 19 października 1991 w Czelabińsku) – rosyjski hokeista, reprezentant Rosji.

## Kariera
- Mieczeł 2 Czelabińsk (2006-2011)
- Mieczeł Czelabińsk (2009-2012)
- Bielije Miedwiedi Czelabińsk (2011-2012)
- Traktor Czelabińsk (2012-2013)
- Dinamo Moskwa (2013-2017)
- SKA Sankt Petersburg (2017-2020)
- Mietałłurg Magnitogorsk (2020-)

Wychowanek i do 30 kwietnia 2013 zawodnik Traktora Czelabińsk. Od 1 maja 2013 był zawodnikiem Dinama Moskwa. Wraz z nim zawodnikiem Dinama został inny młody gracz Traktora, Walerij Niczuszkin. Od lipca 2017 zawodnik SKA. Pod koniec maja 2020 wraz z Ilją Kabłukowem zostali zawodnikami Amuru Chabarowsk w ramach wymiany za Jegora Spiridonowa. Na początku czerwca 2020 Karpow został przetransferowany do Mietałłurga Magnitogors.

## Sukcesy
Klubowe
- Srebrny medal mistrzostw Rosji: 2013 z Traktorem Czelabińsk
- Puchar Kontynentu: 2018 ze SKA
- Brązowy medal mistrzostw Rosji: 2019 ze SKA
- Puchar Gagarina – mistrzostwo KHL:  2024 z Mietałłurgiem
- Złoty medal mistrzostw Rosji: 2024 z Mietałłurgiem

Indywidualne
- KHL (2012/2013): najlepszy pierwszoroczniak miesiąca - ćwierćfinały konferencji, finał o Puchar Gagarina
- KHL (2016/2017): trzecie miejsce w klasyfikacji strzelców zwycięskim goli meczowych w fazie play-off: 3 gole
- KHL (2021/2022): czwarte miejsce w klasyfikacji asystentów w fazie play-off: 11 asyst